# Maquis de Vabre
Les maquis de Vabre étaient une organisation de Résistance à l'Est du Tarn, qui s'est progressivement constituée sous l'impulsion de personnalités locales. Elle fut officiellement reconnue en décembre 1943, rattachée à l'Armée secrète sous le nom de maquis Pol-Roux, d'après le pseudonyme clandestin de son principal organisateur, Guy de Rouville. Environ 450 maquisards sont inscrits, organisés, entraînés et armés en vue du débarquement allié,.

## Présentation
Après la défaite de 1940, les maquis de Vabre sont nés progressivement, localement, en s'appuyant sur les mouvements de jeunesse : le Club athlétique vabrais (CAV, créé en 1920) pour le sport, qui fédère la population, et le scoutisme protestant. Ils bénéficient de la protection d'une zone de moyenne montagne, les monts de Lacaune, où subsiste la mémoire de la persécution des protestants, 3 siècles auparavant.

Zone de refuge et de bienveillance, accessible par le petit train des chemins de fer départementaux du Tarn, elle sera naturellement la destination de réfugiés juifs (notamment par les relations de la filière textile, développée à Vabre à cette époque) et de réfractaires au STO :
« Mon frère Alain avait passé l'hiver à Lacaune, réfractaire au STO et quant à moi, j'étais rentré de Toulouse en juin [...]. Et nous décidons, tous les deux, de rejoindre le maquis. Donc le 11 juillet au matin, munis d'un solide casse-croûte et de la bénédiction fière et inquiète de nos parents, nous prenons le petit train de Lacaune à Castres et, après 2 heures de voyage cahotant, nous descendons en gare de Vabre. Mais là, que faire ? Où s'adresser ? Où aller ? Et tout simplement nous avons demandé au 1er venu. Était-ce un employé de la gare ? Était-ce un passant ? Je ne le sais plus. Pardon Monsieur, pour le maquis, où faut-il s'adresser ? Et comme si nous lui avions demandé l'heure, aussi simplement, il nous dit : Vous montez par là et à tel endroit vous trouverez le bureau du maquis. Sinon vous allez voir chez M. de Rouville. C'est ainsi que nous avons rejoint le maquis de Vabre et entamé ce qui fut pour nous une aventure de jeunesse riche et exaltante. » Michel de Naurois in .
En parallèle, les Éclaireurs israélites de France créés par Robert Gamzon, s'installent et constituent un chantier rural à Lautrec en 1941. Fin 1943, ils constituent des maquis dans le secteur de Vabre et rejoignent les Maquis de Vabre, que Guy de Rouville a rattaché aux MUR. Les éclaireurs israëlites rejoignent ainsi les éclaireurs unionistes (protestants) pour former ces maquis montagnards qui, faute d'armes, se préparent tant bien que mal à la lutte armée, en prévision du débarquement allié, dont la date et le lieu sont inconnus.
Dans le cadre des MUR, les Maquis de Vabre deviennent le Corps franc de la libération no 10, avant de rejoindre les FFI.
L'organisation est structurée en 3 compagnies, dont la compagnie Marc Haguenau, majoritairement composée d'éclaireurs et de réfugiés juifs.
À Bourion, sur les hauteurs de Vabre, ils hébergent et protègent le poste de commandement du Délégué militaire régional de la région 4 (Toulouse), Bernard Schlumberger alias Droite.
Plus à l'Est, sur un petit plateau, se trouve le terrain de parachutage, Virgule, homologué le 4 juin 1944 (câble OPS no 73 "homo 294 Virgule 83 1101 8984 56 N.E Vabre 3 homo 45 arma") et qui succédera au terrain Chénier (dans le Lot), compromis par des mois d'usage. Ce sera néanmoins Virgule qui sera attaqué par les allemands le 8 août 1944, occasionnant la perte de 7 maquisards.
La BBC annoncera les parachutages sur Virgule, effectués par la RAF en provenance de Blida (Algérie), par cette phrase : De la chouette au merle blanc, le chargeur n'a que 20 balles. Le merle blanc est Henri Guillermin, alias Pacha, chef de la Section Atterrissage Parachutage (SAP) pour la région 4, Le chargeur n'a que 20 balles s'adresse aux Maquis de Vabre et désigne le terrain Virgule.
Avec le commandant Pierre Dunoyer de Segonzac qui prendra mi-1944 le commandement de la zone A du Tarn, les Maquis de Vabre vont participer notamment à l'attaque d'un train allemand à Labruguière, et à la libération de Castres qui aboutira à la reddition de plus de 4 500 soldats allemands. Les officiers et sous-officiers allemands seront transférés à Vabre où, le 31 août 1944, ils serviront à table 500 maquisards.

## Organisation
- Chef de secteur (CFL 10) : Guy de Rouville alias Pol Roux[3]
  - Adjoint militaire : Henri Combes alias Campagne
  - Adjoint administratif : François Harlant alias François
    - Commandant la 1re compagnie : Robert Chevalier puis Jean Colombino
    - Commandant la 2e compagnie (dite Marc Haguenau) : Robert Gamzon puis Roger Cahen
    - Commandant la 3e compagnie : Maurice Mirouse

Les Maquis de Vabre comportaient également des services d'instruction militaire, de renseignement, de liaisons, de transmissions, de sabotage, sanitaire, social et une aumônerie. Le pasteur Robert Cook et l'abbé Gèze complètent cette organisation qui vaudra à Guy de Rouville le qualificatif de "préfet du maquis", hors de toute officialité.
Dans ses rangs se trouvaient Hubert Beuve-Méry, futur créateur du quotidien Le Monde, Jean-Marie Domenach, de la revue Esprit, issus d'Uriage ou encore Jérôme Lindon, des Éditions de Minuit. Au sein de la 2e compagnie se trouvaient notamment Lucien Lazare et Léon Nisand.

Une équipe de sabotage, instruite par André Jamme, alias Castor, chef saboteur régional, agira bien au-delà des frontières du CFL 10 :
« Je me souviens qu'avec une de vos équipes nous avons isolé un train blindé en gare d'Albi. Malgré le lourd chargement, vos jeunes avaient une terrible foulée. Ils ne se sont sans doute jamais doutés qu'avec mon ventre encore saignant, ouvert sur deux fois 20 centimètres, ils m'avaient fait durement serrer les dents pour tenir la cadence. [...] Au total, combien d'aiguillages, de ponts, de routes avons-nous fait sauter ? J'en ai perdu le compte, mais nous avons employé onze mille livres d'explosifs pour votre secteur. » Lettre d'André Jamme à Guy de Rouville.
Après la Libération du Tarn, 250 maquisards, formant le Corps-franc Bayard commandé par Dunoyer de Segonzac, s'engagent dans la suite de la guerre et rejoignent la 1re armée française. Ils formeront le 3e renuméroté 12e régiment de Dragons à la demande du maréchal De Lattre. Ils participeront à la libération de l'Alsace et des Vosges. Francis Lemarque, qui quitte tardivement un maquis FTP dans le Lot pour "rejoindre le maquis des copains près de Castres", arrivera pour intégrer le Corps-Franc Bayard.

## Opérations menées et subies
L'équipe de sabotage participera à de multiples opérations, non recensées, au-delà même du secteur CFL 10.
En janvier 1944, les maquisards iront rechercher un parachutage égaré, à Paulinet. Ils en ramèneront 1,8 tonne d'armes.
Le 8 juin 1944, une équipe ira chercher des armes parachutées sur le terrain Chénier, dans le Lot. Interceptée par l'armée allemande, trois maquisards seront fusillés à Saint-Céré. Un camion et une voiture seront également perdus dans l'opération.

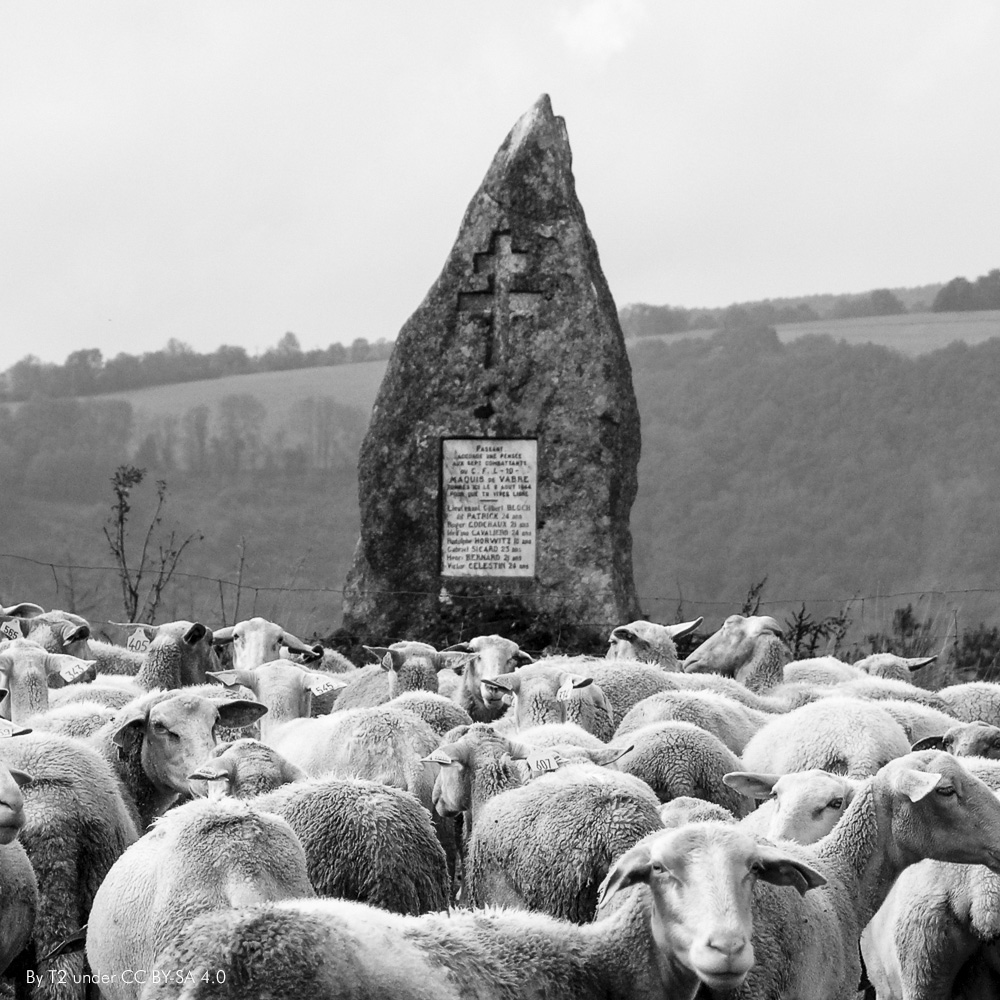
Stèle de Laroque : « Passant,
Accorde une pensée aux sept combattants du C.F.L. 10 - Maquis de Vabre tombés ici
le 8 août 1944 pour que tu vives libre. Lieutenant Gilbert BLOCH dit Patrick, 24 ans ; Roger GODCHAUX, 21 ans ; Idelfino CAVALIERO, 24 ans ; Rodolphe HORWITZ, 18 ans ; Gabriel SICARD, 23 ans ; Henri BERNARD, 21 ans ; Victor CELESTIN, 24 ans »

En juin et juillet 1944, cinq parachutages seront réceptionnés sur le terrain Virgule, sur la commune de Viane, qui succéda au terrain Chénier pour la zone sud. Dix tonnes d'armes, du ravitaillement, de l'argent, un commando américain de 15 hommes (OSS PAT) le 6 août 1944, un major anglais du SOE, Hector Davies, seront parachutés sur Virgule pendant ses quelques mois d'activité,.
Le 5 août 1944, une embuscade est tendue à une colonne blindée allemande à Cambous, entre Brassac et le col de la Bassine. L'armée allemande, probablement avertie, arrive dans le sens inverse à celui prévu. Un blindé allemand est détruit et des militaires tués ou blessés. Mais quatre maquisards sont également blessés dont un officier, le lieutenant Robert Chevallier de la 1re Cie qui succombera à ses blessures.
Le 8 août 1944, à l'issue d'un parachutage et juste avant le lever du jour, alors que Guy de Rouville vient juste de quitter les lieux avec le Major Davies, parachuté dans la nuit, le terrain Virgule est attaqué par l'armée allemande. Puis ce sont les maquis de Laroque et Lacado, de la 2e Cie, entièrement détruits. Sept maquisards, âgés de 18 à 24 ans, y laisseront la vie, dont le lieutenant Gilbert Bloch, dit Patrick, jeune polytechnicien. Sa famille, disparue dans les camps de concentration nazis, n'ayant pu réclamer son corps, il est enterré au cimetière de Viane.

Le 13 août 1944, le dépôt de Vabre est détruit par des automitrailleuses allemandes. Il y a 2 morts et 2 blessés.
« J'avais 7 ans. Le dimanche où les 2 maquisards ont été tués à la sortie de Vabre, nous étions allés braconner la truite avec mon père, chez un cousin à Luzières. Nous étions sur le chemin du retour quand soudain, deux auto-mitrailleuses allemandes sont arrivées derrière nous. Mon père m'a dit : Reste là, ne cours surtout pas. Je n'ai pas bougé, mais j'ai vu : sur le premier véhicule il y avait un soldat debout, derrière sa mitrailleuse pointée. Il regardait à droite, à gauche, ses yeux étaient comme des boules de pétanque. Sans doute il se méfiait, il se sentait isolé. Après nous avons entendu les coups de feu au loin et nous sommes rentrés à Vabre en coupant par derrière. Quand on a enterré les garçons dans notre cimetière, tout le monde y est allé mais sans traverser le village. » Témoignage de Robert Oulhiou in 
Le 19 août 1944, la 2e Cie participe à l'attaque d'un train allemand à Labruguière, sous le commandement de Dunoyer de Segonzac, avec d'autres éléments de la zone A des FFI du Tarn et le commando américain PAT réceptionné sur Virgule quelques jours auparavant. 56 Allemands seront faits prisonniers.
Le 21 août 1944, plus de 300 maquisards de Vabre participent à la libération de Castres, aboutissant à la reddition de la garnison allemande et faisant 4500 prisonniers allemands, dont les officiers et sous-officiers seront transférés à Vabre.
Le 22 août 1944, l'attaque d'une colonne ennemie à Mazamet, avec des éléments de la zone A, fera encore 80 prisonniers allemands.
Le 24 août 1944, une trentaine de maquisards de la 3e Cie attaquent une colonne allemande aux Verreries de Moussan. Cette dernière action militaire des maquis de Vabre dans le Tarn occasionnera 1 tué, 3 blessés et 26 prisonniers, tous allemands.

## Territoire
Il s'étendait sur 38 communes, de l'ouest de Montredon-Labessonnié à la pointe est du Tarn, au-delà de Murat-sur-Vèbre.

## Documentaire
- Le maquis des juifs, un film (52 min) d'Ariel Nathan, DeLaProd avec Marianne, 2015